# Isabelle Cogitore
Pour les articles homonymes, voir Cogitore.
Isabelle Cogitore née à Épinal le 29 juillet 1964 est une historienne française, spécialiste de la Rome antique, professeure de Langue et littérature latines à l'Université Stendhal-Grenoble III.

## Biographie
Ancienne élève du lycée Molière (Paris), puis, de 1984 à 1988, de l'École normale supérieure (ENS Ulm-Sèvres), elle obtient son agrégation (Lettres classiques) en 1987. De 1991 à 1994, elle est membre de l'École française de Rome, devient docteur ès lettres en 1994. Le 25 novembre 2006, elle soutient son habilitation à diriger des recherches.
Isabelle Cogitore est professeure de langue et littérature latine à l'université Grenoble Alpes ; elle est membre de l'UMR 5316 Litt&Arts, composante TRANSLATIO. Membre de l'Association des professeurs de langues anciennes de l'enseignement supérieur (APLAES), elle entre au bureau en 2010, assure la vice-présidence de l'association de 2012 à 2014, avant d'en devenir la présidente 2014-2016. Elle a été directrice adjointe de la Maison des Sciences de l'Homme Alpes de 2014 à 2020 et dirige l'UMR 5316 Litt&Arts depuis 2020.